# 중국 여자 축구 국가대표팀
중국 여자 축구 국가대표팀은 중국을 대표하는 여자 축구 대표팀으로 중국 축구 협회에서 운영한다. 일본과 함께 아시아 여자 축구의 강호로 손꼽히는 팀으로 1986년 7월 20일 미국과의 국제 A매치 데뷔전에서 1-2로 패했다.

## 국제 대회 경력

### FIFA 여자 월드컵
여자 월드컵 본선에는 8번 출전하여 이 중 1999년 대회에서 준우승을 차지하는 등 출전한 8번의 대회 중 7번의 대회에서 토너먼트에 진출하면서 2002년 FIFA 남자 월드컵 본선 출전이 전부로 그나마도 조별리그에서 탈락한 이후 현재까지 월드컵 본선 기록이 전무한 남자 대표팀과는 확연히 다른 모습을 보였다.

### AFC 여자 아시안컵
여자 아시안컵 본선 15번의 대회 중 무려 9번의 대회에서 우승을 휩쓸면서 이 대회의 최다 우승 타이틀을 보유하고 있으며 특히 이 가운데 처음으로 출전한 1986년부터 1999년 대회까지 7회 연속 여자 아시안컵 우승이라는 엄청난 기록을 수립했다. 또한 2000년대에 들어선 이후에도 2번의 우승(2006년, 2022년) 및 2번의 준우승 (2003년, 2008년)을 차지하는 등 15번의 대회에서 모두 4강 이상의 경이로운 성적을 거두며 아시아 여자 축구 최강임을 입증했다.

### 아시안 게임
아시안 게임 9번의 대회에 모두 출전하여 금메달 3개, 은메달 1개, 동메달 2개를 수확했고 특히 1990년부터 1998년 대회까지 3회 연속 금메달을 휩쓰는 기염을 토했다.

### 하계 올림픽
하계 올림픽 본선에는 5번 출전하여 1996년 대회에서 은메달을 수확했고 3번의 대회(2000년, 2008년, 2016년)에서는 8강에 이름을 올렸다.

### EAFF E-1 풋볼 챔피언십
E-1 풋볼 챔피언십 8번의 대회 중 중국이 가장 좋은 성적을 거둔 대회는 2010년 대회와 2022년 대회로 2번의 대회에서 모두 일본에 이어 준우승을 차지했고 나머지 6번의 대회에서는 모두 3위 또는 4위에 그치면서 AFC 여자 아시안컵과는 달리 E-1 풋볼 챔피언십에서는 이렇다할 성과를 거두지는 못했다.

## 기타 국제 대회 경력
알가르브컵 23번의 대회 중 2번의 우승(1999년, 2002년)과 2번의 준우승(1997년, 2003년)을 거머쥐는 등 7번의 대회에서 4위 이상의 성과를 거두었다.

## 성적

### FIFA 여자 월드컵
| 1991   | 8강            | 4              | 2              | 1              | 1              | 10             | 4              | +6             |
| 1995   | 4위            | 6              | 2              | 2              | 2              | 11             | 10             | +1             |
| 1999   | 준우승         | 6              | 5              | 1              | 0              | 19             | 2              | +17            |
| 2003   | 8강            | 4              | 2              | 1              | 1              | 3              | 2              | +1             |
| 2007   | 8강            | 4              | 2              | 0              | 2              | 5              | 7              | −2             |
| 2011   | 지역 예선 탈락 | 지역 예선 탈락 | 지역 예선 탈락 | 지역 예선 탈락 | 지역 예선 탈락 | 지역 예선 탈락 | 지역 예선 탈락 | 지역 예선 탈락 |
| 2015   | 8강            | 5              | 2              | 1              | 2              | 4              | 4              | 0              |
| 2019   | 16강           | 4              | 1              | 1              | 2              | 1              | 3              | −2             |
| / 2023 | 조별 리그      | 3              | 1              | 0              | 2              | 2              | 7              | -5             |
| 2027   | 미정           | 미정           | 미정           | 미정           | 미정           | 미정           | 미정           | 미정           |
| 합계   | 8/9            | 36             | 17             | 7              | 12             | 55             | 39             | +16            |

| FIFA 여자 월드컵 역사 | FIFA 여자 월드컵 역사 | FIFA 여자 월드컵 역사 | FIFA 여자 월드컵 역사 | FIFA 여자 월드컵 역사          | FIFA 여자 월드컵 역사                   |
| 년도                  | 단계                  | 날짜                  | 상대팀                | 결과                           | 경기장                                  |
| --------------------- | --------------------- | --------------------- | --------------------- | ------------------------------ | --------------------------------------- |
| 1991                  | 조별 리그             | 11월 16일             | 노르웨이              | 승 4–0                         | 광저우, 톈허체육장                      |
| 1991                  | 조별 리그             | 11월 19일             | 덴마크                | 무 2–2                         | 광저우, 광동성체육장                    |
| 1991                  | 조별 리그             | 11월 21일             | 뉴질랜드              | 승 4–1                         | 포산, 신광장체육장                      |
| 1991                  | 8강전                 | 11월 24일             | 스웨덴                | 패 0–1                         | 광저우, 톈허체육장                      |
| 1995                  | 조별 리그             | 6월 6일               | 미국                  | 무 3–3                         | 예블레, 스트룀발렌                      |
| 1995                  | 조별 리그             | 6월 8일               | 오스트레일리아        | 승 4–2                         | 베스테로스, 아로스발렌                  |
| 1995                  | 조별 리그             | 6월 10일              | 덴마크                | 승 3–1                         | 베스테로스, 아로스발렌                  |
| 1995                  | 8강전                 | 6월 13일              | 스웨덴                | 무 1–1 (4–3 승부차기 승)       | 헬싱보리, 올림피아스타디온              |
| 1995                  | 준결승전              | 6월 15일              | 독일                  | 패 0–1                         | 헬싱보리, 올림피아스타디온              |
| 1995                  | 3-4위전               | 17 June               | 미국                  | 패 0–2                         | 예블레, 스트룀발렌                      |
| 1999                  | Group stage           | 19 June               | 스웨덴                | W 2–1                          | Spartan Stadium, San Jose               |
| 1999                  | Group stage           | 23 June               | 가나                  | W 7–0                          | Civic Stadium, Portland                 |
| 1999                  | Group stage           | 26 June               | 오스트레일리아        | W 3–1                          | Giants Stadium, East Rutherford         |
| 1999                  | Quarter-finals        | 30 June               | 러시아                | W 2–0                          | Spartan Stadium, San Jose               |
| 1999                  | Semi-finals           | 4 July                | 노르웨이              | W 5–0                          | Foxboro Stadium, Foxborough             |
| 1999                  | Final                 | 17 June               | 미국                  | D 0–0 (4–5 pen)                | Rose Bowl, Pasadena                     |
| 2003                  | Group stage           | 21 September          | 가나                  | W 1–0                          | The Home Depot Center, Carson           |
| 2003                  | Group stage           | 25 September          | 오스트레일리아        | D 1–1                          | The Home Depot Center, Carson           |
| 2003                  | Group stage           | 28 September          | 러시아                | W 1–0                          | PGE Park, Portland                      |
| 2003                  | Quarter-finals        | 2 October             | 캐나다                | L 0–1                          | PGE Park, Portland                      |
| 2007                  | Group stage           | 12 September          | 덴마크                | W 3–2                          | Wuhan Stadium, Wuhan                    |
| 2007                  | Group stage           | 15 September          | 브라질                | L 0–4                          | Wuhan Stadium, Wuhan                    |
| 2007                  | Group stage           | 20 September          | 뉴질랜드              | W 2–0                          | Tianjin Olympic Centre Stadium, Tianjin |
| 2007                  | Quarter-finals        | 23 September          | 노르웨이              | L 0–1                          | Wuhan Stadium, Wuhan                    |
| 2015                  |                       |                       |                       |                                |                                         |
| Group stage           | 6 June                | 캐나다                | L 0–1                 | Commonwealth Stadium, Edmonton |                                         |
| Group stage           | 11 June               | 네덜란드              | W 1–0                 | Commonwealth Stadium, Edmonton |                                         |
| Group stage           | 15 June               | 뉴질랜드              | D 2–2                 | Winnipeg Stadium, Winnipeg     |                                         |
| Round of 16           | 20 June               | 카메룬                | W 1–0                 | Commonwealth Stadium, Edmonton |                                         |
| Quarter-finals        | 23 September          | 미국                  | L 0–1                 | Lansdowne Stadium, Ottawa      |                                         |
| 2019                  | Group stage           | 8 June                | 독일                  | L 0–1                          | Roazhon Park, Rennes                    |
| 2019                  | Group stage           | 13 June               | 남아프리카 공화국     | W 1–0                          | Parc des Princes, Paris                 |
| 2019                  | Group stage           | 17 June               | 스페인                | D 0–0                          | Stade Océane, Le Havre                  |
| 2019                  | Round of 16           | 25 June               | 이탈리아              | L 0–2                          | Stade de la Mosson, Montpellier         |
| / 2023                | Group stage           | 22 July               | 덴마크                | L 0–1                          | Perth Rectangular Stadium, Perth        |
| / 2023                | Group stage           | 28 July               | 아이티                | W 1–0                          | Hindmarsh Stadium, Adelaide             |
| / 2023                | Group stage           | 1 August              | 잉글랜드              | L 1–6                          | Hindmarsh Stadium, Adelaide             |

### 올림픽 축구
- 1996년: 준우승
- 2000년: 8강
- 2004년: 조별리그
- 2008년: 8강
- 2012년: 예선 탈락
- 2016년: 8강
- 2020년: 조별리그
- 2024년: 예선 탈락

### AFC 여자 아시안컵
- 1975년 ~ 1983년: 불참
- 1986년: 우승
- 1989년: 우승
- 1991년: 우승
- 1993년: 우승
- 1995년: 우승
- 1997년: 우승
- 1999년: 우승
- 2001년: 3위
- 2003년: 준우승
- 2006년: 우승
- 2008년: 준우승
- 2010년: 4위
- 2014년: 3위
- 2018년: 3위
- 2022년: 우승

### 아시안 게임
- 1990년: 우승
- 1994년: 우승
- 1998년: 우승
- 2002년: 준우승
- 2006년: 3위
- 2010년: 4위
- 2014년: 8강
- 2018년: 준우승
- 2022년: 3위

### EAFF 여자 동아시안컵
- 2005년: 4위
- 2008년: 3위
- 2010년: 준우승
- 2013년: 4위
- 2015년: 4위
- 2017년: 3위
- 2019년: 3위
- 2022년: 준우승

## 대표팀 선수 명단

### 현재 대표팀
아래 20명은 2018년 AFC 여자 아시안컵 본선에 참가하는 선수 명단이다.(2018년 4월 6일 기준)
| 번호     | 위치   | 선수             | 생년월일 (나이)        | 출전   | 득점   | 소속            |        |        |
| 골키퍼   | 골키퍼 | 골키퍼           | 골키퍼                 | 골키퍼 | 골키퍼 | 골키퍼          | 골키퍼 | 골키퍼 |
| -------- | ------ | ---------------- | ---------------------- | ------ | ------ | --------------- | ------ | ------ |
| 1        | GK     | 자오리나(赵丽娜) | 1991년 9월 18일(33세)  | 13     | 0      | 상하이 농상은행 |        |        |
| 12       | GK     | 펑스멍(彭詩夢)   | 1998년 5월 12일(27세)  | 3      | 0      | 장쑤 수닝       |        |        |
| 22       | GK     | 쉬환(徐歡)       | 1999년 3월 6일(26세)   | 0      | 0      | 베이징 북공     |        |        |
| 수비수   |        |                  |                        |        |        |                 |        |        |
| 2        | DF     | 류산산(刘杉杉)   | 1992년 3월 16일(33세)  | 33     | 1      | 베이징 북공     |        |        |
| 3        | DF     | 쉐쟈오(薛嬌)     | 1993년 1월 30일(32세)  | 9      | 0      | 다롄 취안젠     |        |        |
| 4        | DF     | 리단양(李丹陽)   | 1990년 4월 8일(35세)   | 6      | 0      | 다롄 취안젠     |        |        |
| 5        | DF     | 우하이옌(吴海燕) | 1993년 2월 26일(32세)  | 34     | 0      | 우한 강대       |        |        |
| 6        | DF     | 린위핑(林宇萍)   | 1992년 2월 28일(33세)  | 0      | 0      | 우한 강대       |        |        |
| 8        | DF     | 마쥔(马君)       | 1989년 3월 6일(36세)   | 19     | 1      | 장쑤 수닝       |        |        |
| 미드필더 |        |                  |                        |        |        |                 |        |        |
| 9        | MF     | 탕자리(唐佳丽)   | 1995년 3월 16일(30세)  | 17     | 0      | 장쑤 수닝       |        |        |
| 13       | MF     | 뤼웨윈(呂悅雲)   | 1995년 11월 13일(29세) | 3      | 0      | 우한 강대       |        |        |
| 14       | MF     | 쉬옌루(许燕露)   | 1991년 9월 16일(33세)  | 15     | 2      | 장쑤 수닝       |        |        |
| 15       | MF     | 쑹돤(宋端)       | 1995년 8월 2일(30세)   | 15     | 4      | 다롄 취안젠     |        |        |
| 16       | MF     | 옌진진(閆錦錦)   | 1996년 9월 10일(28세)  | 5      | 0      | 상하이 농상은행 |        |        |
| 18       | MF     | 한펑(韩鹏)       | 1989년 12월 20일(35세) | 18     | 0      | 창춘 줘웨       |        |        |
| 19       | MF     | 탄루인(谭茹殷)   | 1994년 7월 17일(31세)  | 14     | 1      | 광동 푸리       |        |        |
| 20       | MF     | 장루이(张睿)     | 1989년 1월 17일(36세)  | 31     | 3      | 창춘 줘웨       |        |        |
| 21       | MF     | 샤오위이(肖裕仪) | 1996년 1월 10일(29세)  | 7      | 1      | 베이징 북공     |        |        |
| 23       | MF     | 런구이신(任桂辛) | 1988년 12월 19일(36세) | 29     | 3      | 창춘 줘웨       |        |        |
| 공격수   |        |                  |                        |        |        |                 |        |        |
| 7        | FW     | 왕솽(王霜)       | 1995년 1월 23일(30세)  | 27     | 2      | 파리 생제르맹   |        |        |
| 10       | FW     | 리잉(李影)       | 1993년 1월 7일(32세)   | 19     | 2      | 산동 체육토토   |        |        |
| 11       | FW     | 왕산산(王珊珊)   | 1990년 1월 27일(35세)  | 34     | 8      | 다롄 취안젠     |        |        |
| 17       | FW     | 구야사(古雅沙)   | 1990년 11월 28일(34세) | 19     | 2      | 베이징 북공     |        |        |

## 역대 감독
| 감독     | 임기        |
| -------- | ----------- |
| 자슈취안 | 2018 ~ 2021 |

## 같이 보기
- 중국 축구 국가대표팀